# غريزلي (استديو)
شركة غريزلي المحدودة (باليابانية: 株式会社 GRIZZLY، بالروماجي: Kabushiki-gaisha Grizzly) هو استوديو رسوم متحركة ياباني، تأسس في 25 ديسمبر عام 2017.

## أعمال الاستوديو

### أفلام أنمي
| العنوان                                         | المخرج       | تاريخ العرض    | المراجع           |
| ----------------------------------------------- | ------------ | -------------- | ----------------- |
| Twittering Birds Never Fly – The Clouds Gather ‏ | كاوري ماكيتا | 15 فبراير 2020 | [ 4 ] [ 5 ] [ 6 ] |
| Twittering Birds Never Fly – The Storm Breaks ‏  | سيُعلن لاحقاً  | سيُعلن لاحقاً    | [ 7 ]             |

### أوفا / أوفا دي في دي
| العنوان             | المخرج       | تاريخ العرض                    | عدد الحلقات | المراجع     |
| ------------------- | ------------ | ------------------------------ | ----------- | ----------- |
| Yarichin Bitch Club | آي يوشيمورا  | 21 سبتمبر 2018 – 17 أبريل 2019 | 2           | [ 8 ]       |
| Don't Stay Gold ‏    | كاوري ماكيتا | 1 مارس 2021                    |             | [ 7 ] [ 9 ] |

## وصلات خارجية
- الموقع الرسمي باللغة اليابانية